# Hurts Like Heaven
"Hurts Like Heaven" é uma canção da banda de rock britânica Coldplay. É a segunda faixa de seu álbum Mylo Xyloto (2011), sendo lançado como quinto single do álbum em 27 de julho de 2012.

## Antecedentes
Em entrevista ao jornal The Independent, o vocalista Chris Martin afirmou que o guitarrista Jonny Buckland teve grande participação na criação de "Hurts Like Heaven", falando sobre a canção: "'Hurts Like Heaven' é tudo para Jonny. Ela tem apenas dois acordes. As músicas são do grupo 'y', e da guitarra 'y'. Jonny está saindo de seu casulo. Estamos apenas tentando algumas coisas arriscadas".
Os críticos da canção observaram que a música contém sinais de influências de outros artistas; na pré-estréia de Mylo Xyloto, a revista Q notou que "as melodias, como o título, são uma homenagem aos 80 heróis que tão bem canalizaram em A Rush of Blood to the Head (2003), The Cure e Echo & the Bunnymen influenciando Chris Martin, cantando como se estivésse apressado [...] o refrão [...] é como um meio amargo edificante Robert Smith e suas melhores canções pop's, enqüanto o trecho whoa oh oh proporciona o primeiro registro do estágio, cantando junto ao mesmo tempo". Os comentário de ambos Rolling Stone e The A.V. Club, têm atraído comparações com o estilo dance-punk da banda LCD Soundsystem, com este último, dizendo à canção "uma homegame conduzida" para a banda.

## Vídeo da música

Captura do videoclipe de "Hurts Like Heaven", animação realizada ao estilo de história em quadrinhos.

O vídeo da canção foi anunciado em 2012 na convenção de San Diego Comic-Con. A banda postou um teaser de 30 segundos do vídeo no Twitter, na noite de 5 de outubro de 2012, que mais tarde, foi lançado em 8 de outubro de 2012. O clipe não é apresenta a banda, e sim, um conjunto e histórias em quadrinhos de estilo de animação em um enredo futurista distópico. O vídeo foi dirigido por Mark Osborne com ilustrações de Alejandro Fuentes, o vídeo contendo flashes de neon, a marca registrada da banda ao longo das promoções de Mylo Xyloto. A história apresenta protagonistas masculinos e femininos que, de acordo com as breves legendas apresentadas, lutam contra um vilão chamado "Major Minus" e seu exército de "silenciadores".

## Recepção da crítica
"Hurts Like Heaven" ecebeu críticas positivas dos críticos. Will Hermes, da Rolling Stone, publicou uma crítica favorável de "Hurts Like Heaven", dando à faixa 3,5 estrelas, elogiando a canção "excelente digressão da guitarra", notando que a corrida da letra da palavra ocasionalmente lembrava a canção da banda LCD Soundsystem, 'All My Friends'". Em sua revisão de Mylo Xyloto, Ian Cohen, da Pitchfork Media, disse que a canção era "uma peça extremamente aerodinâmica para todos os fins de rock inspirador, que nunca fica muito agressivo, mesmo com Martin as significativas/insignificaticas proclamações". Josh Modell, da The A.V. Club, também analisou positivamente a canção, chamando-a de "uma fórmula emocionante", afirmando que o grupo são "especialistas fórmula repetitivas". Mikael Wood, da Spin, escreveu que o canção "cria uma animada ranhura new-wave que justifica seu título conjurado". Andy Gill, do The Independent, escreveu que a canção "abre um processos no seu auge, um comportamento pop cintilante agitado, em diferentes camadas lineares da guitarra".

## Performance ao vivo
Gravado em 2010, a canção foi executada pela primeira vez no festival Rock am Ring de 2011, em Nuremberg, em 4 de junho de 2011. Ele atua como uma espécie de abertura, tanto do álbum Mylo Xyloto quanto da turnê correspondente, tocado imediatamente após a faixa-título do álbum, "Mylo Xyloto", um instrumental de 42 segundos que seguido de "Hurts Like Heaven".

## Lista de faixas
- Versão iTunes

1. "Hurts Like Heaven" – 3:58

- 7"

1. "Hurts Like Heaven" (Edit) – 3:17
2. "Us Against the World" (Live from Stade de France, Live 2012)

- CD promocional lançada na Europa

1. "Hurts Like Heaven" (Radio Edit) – 3:17
2. "Hurts Like Heaven" (Single Version) – 4:02
3. "Hurts Like Heaven" (Instrumental) – 4:02

## Paradas e posições
| País/Parada (2012)                    | Melhor posição |
| ------------------------------------- | -------------- |
| Bélgica (Ultratop 50 Flanders)        | 8              |
| Bélgica (Ultratop 40 Valônia)         | 9              |
| Coreia do Sul (Gaon Chart)            | 21             |
| Estados Unidos (Alternative Songs)    | 27             |
| Estados Unidos (Billboard Rock Songs) | 14             |
| Estados Unidos (YouTube)              | 12             |
| Japão (Japan Hot 100)                 | 89             |
| Reino Unido (UK Singles Chart)        | 157            |

## Histórico de lançamento
| País                | Data                   | Formato          |
| ------------------- | ---------------------- | ---------------- |
| Alemanha            | 27 de julho de 2012    | Download digital |
| Austrália           | 27 de julho de 2012    | Download digital |
| Estados Unidos      | 27 de julho de 2012    | Download digital |
| 6 de agosto de 2012 | Triple A Radio         |                  |
| 7 de agosto de 2012 | Alternative Radio      |                  |
| Austrália           | 24 de setembro de 2012 | Airplay          |
| Mundo               | 20 de abril de 2013    | 7"               |